# La Navidad

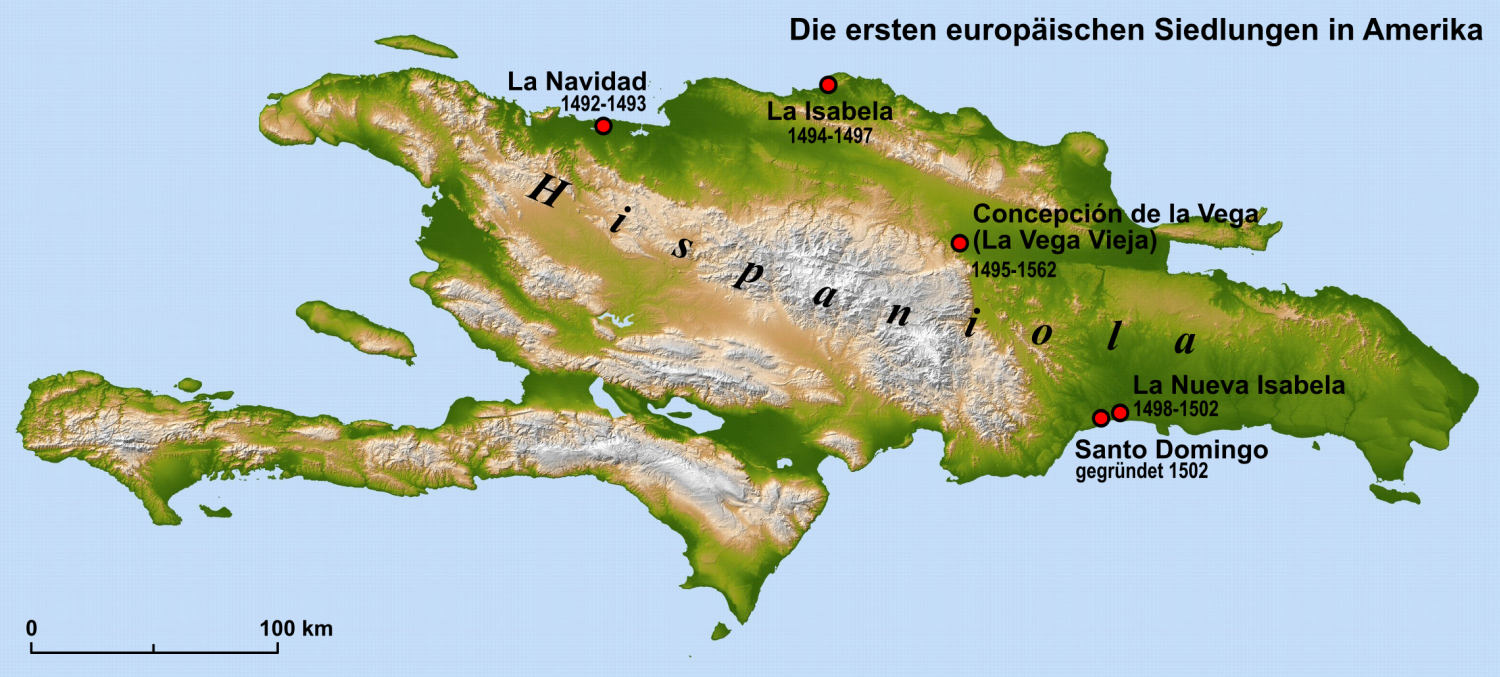
Ligging van La Navidad

La Navidad (Spaans voor kerstmis) was de eerste door Europeanen (Spanjaarden) gestichte nederzetting in de Nieuwe Wereld, om precies te zijn op het eiland Quisqueya, nu Hispaniola.
La Navidad werd gesticht op eerste kerstdag 1492 door Christoffel Columbus, nadat de nacht ervoor zijn vlaggenschip de Santa María schipbreuk had geleden. De nederzetting werd grotendeels gebouwd met het wrakhout van de Santa María, alsmede door grondstoffen die werden geleverd door de lokale cacique Guacanagari. De waarschijnlijke locatie van La Navidad is teruggevonden door archeologen bij het dorp Bord de Mer de Limonade in het jaar 1977. Het bevond zich in het huidige Haïti, even ten oosten van Cap-Haïtien. National Geographic Magazine  heeft over deze archeologische vondst geschreven.
Columbus liet 39 manschappen achter in La Navidad, en vertrok in januari 1493 weer naar Spanje. Toen hij in november 1493 was teruggekeerd, trof hij een ruïne aan en waren de Spaanse inwoners uitgemoord. Vermoedelijk is dit aangericht door naburige indianenstammen. Guacanagari bevestigde dit verhaal, en vertelde dat de Spanjaarden zich schaamteloos hadden gedragen, de omgeving hadden afgestroopt op zoek naar goud, daarbij vrouwen en kinderen als slaven meevoerend.